# Sunbury (Ohio)
Sunbury is een plaats (village) in de Amerikaanse staat Ohio, en valt bestuurlijk gezien onder Delaware County.

## Demografie
Bij de volkstelling in 2000 werd het aantal inwoners vastgesteld op 2630.
In 2006 is het aantal inwoners door het United States Census Bureau geschat op 3252, een stijging van 622 (23,7%).

## Geografie
Volgens het United States Census Bureau beslaat de plaats een oppervlakte van
6,6 km², geheel bestaande uit land. Sunbury ligt op ongeveer 326 m boven zeeniveau.

## Plaatsen in de nabije omgeving
De onderstaande figuur toont nabijgelegen plaatsen in een straal van 20 km rond Sunbury.